# Leopold-Wandl-Preis
Der Leopold-Wandl-Preis ist ein österreichischer Literaturpreis, der von 1989 bis 2012 von dem von der Stadtgemeinde Grein eingerichteten Komitee zur Pflege der Mundartdichtung an österreichische Autoren für Gedichte und Prosa in Mundart vergeben wurde.
Der Preis wurde nach dem Mundartdichter Leopold Wandl benannt.

## Beschreibung
Ziel der Initiatoren war die Belebung der Volkskultur und Förderung der Mundartdichtung. Die Verleihung fand traditionell im historischen Stadttheater Grein statt. Zum 16. Wettbewerb im Jahr 2010 wurden 183 Beiträge eingereicht.
Die Finanzierung der Preisgelder erfolgte durch die Stadtgemeinde Grein. Für die weitere Durchführung mussten neue Geldgeber gefunden werden, da sich diese nicht mehr in der Lage dazu sah. Mit den auslaufenden Geldern endete auch der Preis; die Vergabe erfolgte 2012 zum letzten Mal.

## Liste der Juroren des Leopold-Wandl-Preises (unvollständig)
- im Jahr 1989 Katharina Dobler, Linz, Vorsitzende des Stelzhamer-Bundes, Karl Pömer, Landeskulturamtsdirektor des Amtes der OÖ. Landesregierung, Gallneukirchen, Vorstandsmitglied und später Vorsitzender des Stelzhamer-Bundes und Autor zahlreicher Fachartikel zur Kulturarbeit in Oberösterreich, Franz Neudorfer, Pfaffing, Bürgermeister, Bezirksschulinspektor, Heimatforscher und Verfasser mehrerer heimatkundlicher Fachartikel
- im Jahr 2006 Max Faistauer, Sankt Martin bei Lofer, Leiter des Arbeitskreises „Regionale Sprache und Literatur“ im Salzburger Bildungswerk, ausgezeichnet mit einem Anerkennungspreis des ORF Salzburg für Mundartdichtung (1985) und dem Tobi-Reiser-Preis (2000)
- im Jahr 2010 Franz Gumpenberger, Karl Hackl und Karlheinz Sandner

## Liste der Leopold-Wandl-Preisträger (unvollständig)
Der Literaturbewerb fand von 1989 bis 1998 jährlich statt und wurde seither alle zwei Jahre ausgeschrieben. Die Jury wählte aus den Einreichungen jeweils zehn Preisträger. Das an die drei erstgereihten ausbezahlte Preisgeld wurde von der Stadtgemeinde Grein finanziert.
- Gabriele Bauer (1998)
- Gertraud Felix (1998, 2000, 2002, 2012)
- Hermine Füßlberger (2000)
- Hedwig Grininger (1995)
- Elfriede Grömer (1997)
- Frieda Großhaupt (1996)
- Elfriede Guttenbrunner (2010)
- Hermann Hinterhölzl (2002)
- Elisabeth Holl (2006)
- Christine Kaltenböck (2008)
- Monika Krautgartner (2000, 2006)
- Günther Lainer (2000)
- Engelbert Lasinger (1997, 1998)
- Johanna Lebeda (2000)
- Hans Dieter Mairinger (1994)
- Wilhelmine Öhreneder (1991, 1992, 1993)
- Hans Ratzesberger (1989, 1990, 1991, 1992, 1993, 1994, 1998)
- Annemarie Regensburger (2006)
- Silvia Rhom (2010)
- Gregor Riegler (1993, 1994, 1996, 2006)
- Anna Six (1991)
- Christine Tippelreiter (1990)
- Romana Weixlbaumer (1996)
- Edeltraud Wiesmayr (2004)
- Elfriede Guttenbrunner (2010)
- Carmen Wurm (2010)

## Liste der Gewinner des Leopold-Wandl-Preises
Folgende Preisträger des Leopold-Wandl-Preises wurden mit dem 1. Preis prämiert:
- 1989 Hans Ratzesberger (Linz)
- 1990 Christine Tippelreiter (Scheibbs)
- 1991 Anna Six (Braunau)
- 1992 Wilhelmine Öhreneder (Schleißheim)
- 1993 Gregor Riegler (Mauthausen)
- 1994 Hans Dieter Mairinger (St. Georgen an der Gusen)
- 1995 Hedwig Grininger (Rohrbach)
- 1996 Romana Weixlbaumer (Linz)
- 1997 Elfriede Grömer (Sankt Pantaleon)
- 1998 Gabi Bauer (Pasching)
- 2000 Günther Lainer (Linz)
- 2002 Hermann Hinterhölzl (Rohrbach)
- 2004 Edeltraud Wiesmayr (Vöcklabruck)
- 2006 Gregor Riegler (Mauthausen)
- 2008 Christine Kaltenböck (Sierning)
- 2010 Silvia Rhom (Sankt Johann am Wimberg)
- 2012 Gertraud Felix (Eberschwang)